# Soukhoï Su-24
 (juillet 2012).
Si vous disposez d'ouvrages ou d'articles de référence ou si vous connaissez des sites web de qualité traitant du thème abordé ici, merci de compléter l'article en donnant les références utiles à sa vérifiabilité et en les liant à la section « Notes et références ».
Le Soukhoï Su-24 (code OTAN Fencer) est un bombardier tout-temps avec une voilure à géométrie variable de première ligne soviétique. Environ 1 400 exemplaires ont été produits.

## Conception

### Contexte
Lors de l'entrée en service du Soukhoï Su-7b en 1961, le gouvernement, sur l'insistance des militaires, chargea Soukhoï de mettre au point une version tout temps de cet appareil, capable de frappes de précision. Des études préliminaires avec les prototypes S-28 et S-32 révélèrent que la cellule du Su-7 était trop petite pour accueillir l'intégralité de l'avionique nécessaire à cette mission. L'OKB-794 (connue ultérieurement sous le nom de Leninets) était de fait chargée de mettre au point un système de navigation et d'attaque très perfectionné dénommé Puma.

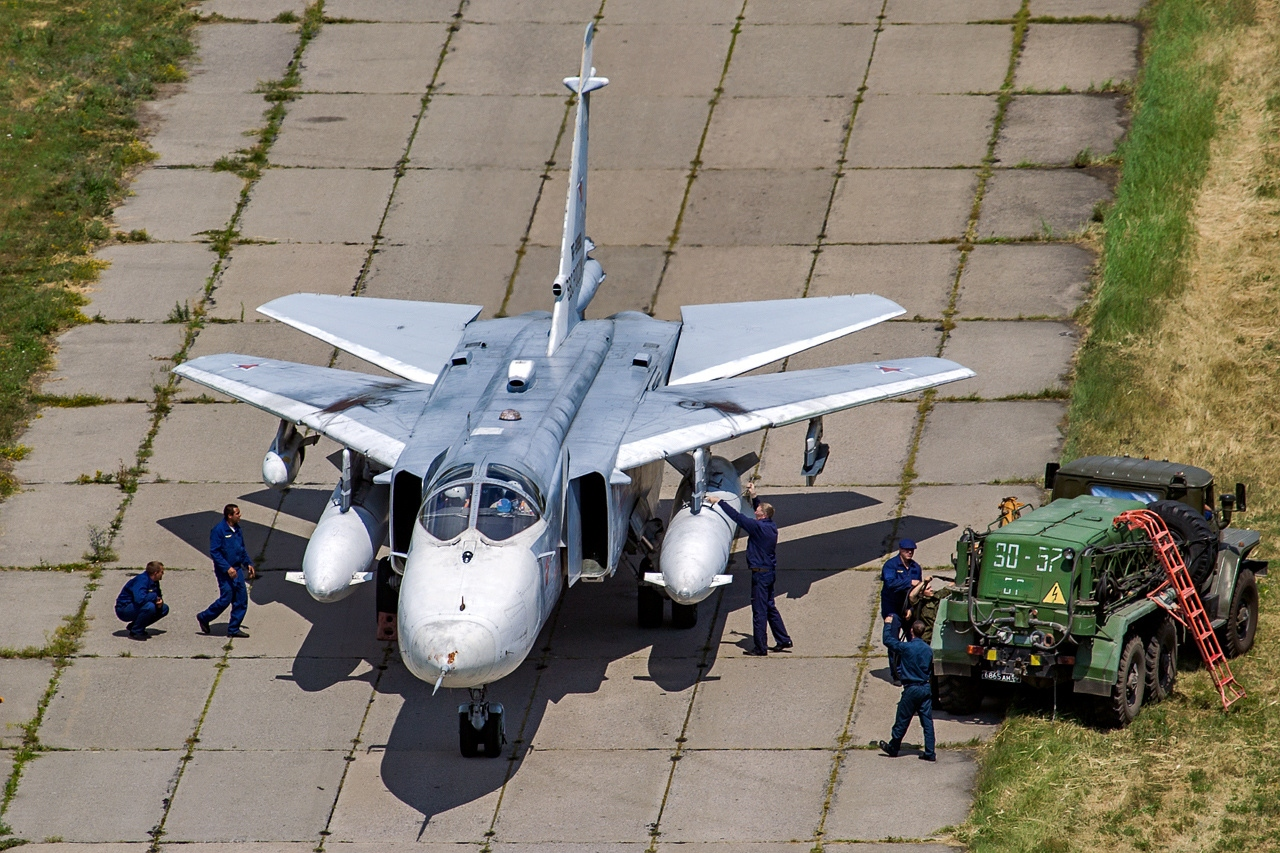
Un Su-24MR de reconnaissance russe sur le tarmac en 2013. On distingue bien la configuration biplace côte à côte du cockpit.

Lorsque les Soviétiques virent les premières images du F-111 américain, ils prirent conscience de leur retard dans le domaine du bombardier de pénétration à basse altitude. N'ayant à opposer que de modestes et anciens Yak-28 Brewer et Iliouchine Il-28 Beagle, ils s'inspirèrent du design de l'américain pour concevoir le leur.
Initialement, ils ne retinrent pas les ailes à géométrie variable du F-111 qui leur semblaient par trop complexes. En 1962, ils dessinèrent et construisirent la maquette du S-6, un avion biplace à aile delta, motorisé par deux turboréacteurs Tumansky R-21, et dont l'équipage était installé en tandem, c'est-à-dire l'un derrière l'autre. Néanmoins, la mise au point du système de navigation Puma ayant pris du retard, le développement du S-6 n'alla pas plus loin.
En 1964, Soukhoï commença à travailler sur le S-58M, une évolution de l'intercepteur Soukhoï Su-15 (ou S-58 dans la nomenclature du constructeur). Dans le même temps, l'armée de l'air soviétique modifia ses exigences : elle désirait maintenant un avion d'attaque ADAC qui puisse voler au-dessus de la vitesse du son à basse altitude pendant de longues périodes pour percer les défenses antiaériennes ennemies. L'appareil était conçu pour être équipé de deux turboréacteurs Tumansky R-27 à postcombustion pour le vol en croisière et de quatre turboréacteurs Rybinsk RD-36-35 utilisés lors des phases de décollage et d'atterrissage. Les deux membres d'équipage purent être placés côte à côte car la taille de l'antenne du radar Orion nécessitait un avion de grande largeur. Pour tester la configuration à six réacteurs, le premier prototype du Su-15 fut converti en appareil d'essai S-58VD qui fut utilisé entre 1966 et 1969.

### Mise au point
Le développement de cet avion (qui reçut la désignation T-6) fut officiellement autorisé le 24 août 1965. Le premier prototype ou T-6-1 fut achevé en mai 1967 et vola pour la première fois le 2 juillet avec Vladimir Iliouchine aux commandes. L'information n'arrivera en Occident qu'en 1971[réf. nécessaire]. Les premiers vols furent effectués sans les quatre réacteurs de sustentation qui ne furent installés qu'en octobre 1967. Dans le même temps, les deux Tumansky R-27 furent remplacés par des  turboréacteurs Lyulka AL21F. Les essais de décollage et atterrissage courts confirmèrent les résultats obtenus avec le S-58VD, à savoir que ces capacités étaient obtenues au détriment de l'autonomie et de la capacité d'emport car les six réacteurs occupaient un espace qui aurait pu être dévolu aux réservoirs de carburants internes et aux points d'emport placés sous le ventre de l'avion. L'appareil présentait de plus une instabilité prononcée au moment des phases de transition entre vol de croisière et vol ADAC. Pour toutes ces raisons, l'idée d'installer six réacteurs dans l'avion fut abandonnée.
En 1967, le F-111 était entré en service et avait fait la démonstration des avantages pratiques de l'aile à géométrie variable ainsi que des solutions techniques à employer pour remédier à ses problèmes. Le 7 octobre 1968, Soukhoï fut donc officiellement chargé d'étudier l'installation d'une aile à géométrie variable sur le T-6. Le résultat de ces études, le T-6-2I, vola le 17 janvier 1970, toujours piloté par Vladimir Iliouchine. Les essais gouvernementaux durèrent ensuite jusqu'en 1974 du fait de la complexité des systèmes embarqués. Pour la première fois, un avion tactique soviétique disposait d'une capacité de frappe tout-temps, et ce grâce au système de navigation et d'attaque Puma composé de deux radars Orion-A superposés pour la navigation et l'attaque, d'un radar de suivi de terrain Relyef qui permettait un pilotage automatique lors des vols à basse et très basse altitude et, enfin, d'un ordinateur de bord Orbita-10-58. L'équipage était installé sur deux sièges éjectables Zvezda K-36D, afin de pouvoir évacuer l'appareil à n'importe quelle vitesse et altitude, y compris pendant les phases de décollage et d'atterrissage.
Les essais du Su-24 furent endeuillés par dix accidents mortels qui coutèrent la vie à treize pilotes d'essai de Soukhoï et des forces aériennes soviétiques et l'avion subit ensuite cinq écrasements par an en moyenne au cours de sa carrière.
Le premier avion de série vola le 31 décembre 1971 piloté V.T. Vylomov et le T-6 entra officiellement en service en tant que Su-24 le 4 février 1975.

### Caractéristiques techniques
Le Su-24 est un avion à ailes hautes et à géométrie variable. Les ailes peuvent être repliées selon quatre angles différents : 16° pour les décollages et atterrissages, 35° et 45° pour le vol de croisière (le choix de la position dépendant de l'altitude) et 69° pour les vols à grande vitesse et en ligne droite. L'empennage est constitué d'une dérive simple (à la flèche prononcée sur le bord d'attaque, moins sur le bord de fuite) ainsi que de stabilisateurs horizontaux placés à mi-fuselage. Deux dérives centrales sont positionnées sous le ventre de l'avion au niveau des réacteurs.
Le Fencer était avant tout une plateforme d'attaque au sol qui mettait l'accent sur la vitesse au détriment de la maniabilité. Sa mission était de voler aussi vite que possible sous la couverture radar ennemie pour aller attaquer les cibles qui lui étaient assignées.

## Variantes

### Maquettes et prototypes

#### S6[5]
Un ancêtre lointain du Su-24 apparu très tôt dans le processus de développement. Il peut être considéré comme une sorte de fusion des Su-7 et Su-15.

#### T-6-1
Le premier prototype équipé d'ailes delta et de réacteurs de sustentation.

#### T-6-2I/T-6-3I/T-6-4I
Prototypes équipés d'ailes à géométrie variable.

### Modèles de série

#### Su-24
À noter qu'en dépit de leurs différences, pour les soviétiques, les Fencer A, B et C ne constituent qu'une seule et même version : le Su-24. Cette variante fut produite entre 1971 et 1983 et son armement inclut les missiles guidés air-sol Kh-23 et Kh-28 ainsi que des missiles air-air R-55.
- Fencer A : première version de production.
- Fencer B : l'arrière du Fencer A fut, entre autres améliorations, modifié sur le Fencer B afin d'améliorer l'aérodynamique[3].
- Fencer C : cette version disposait de contremesures électroniques améliorées[3].

#### Su-24M (Fencer D)
Les études pour mettre au point une version améliorée du Su-24 commencèrent en 1971. Le Su-24M pouvait être ravitaillé en vol et pouvait désormais embarquer des armements plus perfectionnés. Le prototype T-6M-8 vola pour la première fois le 29 juin 1977 tandis que le premier avion de série effectua son premier vol le 20 juin 1979. L'appareil entra en service en 1983. Le fuselage du Su-24M est rallongé de 70cm à l'avant du cockpit, ce qui permet d'y loger une perche de ravitaillement rétractable tandis que le radôme est raccourci. Cette version peut être facilement identifiée car elle ne comporte qu'une seule sonde pitot au lieu des trois de la version initiale. Un système de navigation inertielle PNS-24M ainsi qu'un calculateur numérique furent également installés de même que des systèmes de visée et de guidage pour le tir d'armement guidé par laser ou par voie électro-optique. L'éventail de munitions que l'avion pouvait emporter fut également élargi: comprenant maintenant les missiles guidés air-sol Kh-25, Kh-29L/T, Kh-58 et air-air R-60, ainsi que des bombes guidées de 500 et 1000 kilos. La production dura de 1981 à 1993.

#### Su-24MK (Fencer D)
Il s'agit d'une version pour l'exportation du Su-24M, aux performances et à l'avionique dégradées par rapport à la version soviétique, qui vola pour la première fois en 1987. Entre 1988 et 1992, le Su-24MK fut exporté en Algérie, Irak, Iran, Libye et Syrie.

#### Su-24M2 (Fencer D)
Il s'agit d'une modernisation du Su-24M équipée du nouveau système de visée électronique SVP-24 Gefest.

#### Su-24MR (Fencer E)
Il s'agit de la version dédiée à la reconnaissance du Su-24. La plupart des équipements servant à l'attaque au sol furent déposés et remplacés par des caméras de reconnaissance ainsi que par un radar à visée latérale prenant place dans le nez de l'avion.

#### Su-24MP (Fencer F)
Il s'agit de la version de reconnaissance électronique du Su-24 dont seuls 10 exemplaires furent construits. Le premier vol eut lieu en 1983. Il se distingue par l'adoption de nombreux capotages abritant des équipements de guerre électronique mais conserve son canon interne.

## Engagements
Le Su-24 Fencer a été engagé lors de plusieurs conflits ou crises locales.
- la guerre d'Afghanistan (1979-1989), à partir de 1984, marque le baptême du feu du Fencer contre des résistants au Pandjchir.
- la guerre du Golfe (1990-1991) provoque la destruction au sol ou l'évacuation vers l'Iran de la majeure partie des Su-24 irakiens. Seul un Fencer survivra au conflit.
- pendant la guerre civile du Tadjikistan (1992-1997), les Su-24 ouzbèkes durent affronter les forces islamo-démocrates. Un Fencer piloté par deux aviateurs russes est abattu par un FIM-92 Stinger le 3 mai 1993.
- lors de la première guerre de Tchétchénie (1994-1996), les russes utiliseront de nombreux Su-24, ainsi que des Su-17 et Su-25, lors d'opérations de bombardement et d'attaques au sol.
- des Fencer russes furent employés lors de la seconde guerre de Tchétchénie (1999-2000) afin d'effectuer des bombardements et des missions de reconnaissance. 3 appareils ont été perdus lors d'accidents, et un autre fut abattu lors de la recherche du lieu du crash d'un Su-25 lui aussi abattu.
- durant les derniers mois de la guerre d'Afghanistan (1996-2001), l'Ouzbékistan lança des frappes aériennes contre des positions talibanes dans le but d'appuyer les forces de l'Alliance du Nord. Un Fencer et ses deux pilotes sont ainsi abattus le 6 juin 2001 près de Heiratan.
- en août 2008, lors de la seconde guerre d'Ossétie du Sud, les Su-24 russes étaient fortement impliqués dans des frappes aériennes et des vols de reconnaissance au-dessus de la Géorgie.
- la première guerre civile libyenne (2011) voit la première utilisation des Fencer libyens dans un contexte de guerre. Le 5 mars 2011, à Ra's Lanuf, un Su-24MK du 1124e escadron de chasse est abattu par les forces rebelles libyennes, tuant les deux pilotes.
- à partir de novembre 2012, 18 mois après le début de la guerre civile syrienne (depuis 2011) et quatre mois après le début des premiers raids aériens, des bombardiers Su-24 sont filmés attaquant des positions rebelles. Le 28 novembre, un Fencer est notamment abattu par des rebelles syriens. Le 23 septembre 2014, après avoir pénétré de 800m dans l'espace aérien israélien, un autre Su-24 est abattu au-dessus de la Syrie par des missiles MIM-104 Patriot.
- la guerre du Donbass (depuis 2014) pendant laquelle un Su-24 ukrainien est détruit au-dessus de la région de Luhansk le 20 août 2014.
- En mars 2015, le Soudan a déployé des Su-24 en Arabie Saoudite qui participent à l'opération Tempête décisive au Yémen.
- À partir d'octobre 2015, dans le cadre de l'intervention militaire de la Russie en Syrie, une douzaine de Su-24 russes déployés en Syrie lancent des frappes en soutien des forces loyales à Bachar El-Assad. Le groupe aérien impliqué dans cette campagne aérienne rassemble plusieurs dizaines d'appareils, avions et hélicoptères de combat. Au 3 octobre 2015, la présence de Su-24, Su-25, Su-30SM de supériorité aérienne ainsi que les nouveaux Su-34 est attestée[7].
- Le 24 novembre 2015, un Su-24 russe est abattu par deux F-16 de l'armée de l'Air turque sur la frontière entre la Syrie et la Turquie. Un des pilotes est tué, le second récupéré par une équipe de sauvetage.
- Le 10 octobre 2017, dans le cadre de l'intervention militaire de la Russie en Syrie, un Su-24 russe s'écrase au décollage de la base aérienne de Hmeimim, dans l'Ouest de la Syrie[8].
- Le 1er mars 2020, lors de l'opération Bouclier du printemps un F-16 turc abat deux Su-24 syriens[9].
- Le 9 août 2022, plusieurs explosions survenues sur l'aérodrome militaire russe de Saki en Crimée ont détruit plusieurs avions de chasse dont 5 Su-24, la plus importante perte russe en matériel militaire aérien en une seule journée depuis la Seconde Guerre mondiale[10]. Au total depuis le début de  l'invasion de l'Ukraine par la Russie, 1 Su-24 russe aurait été abattu, un second endommagé, et 9 appareils détruits ou endommagés au sol lors d'attaques sur des aérodromes[Quand ?] par les forces ukrainiennes[11].

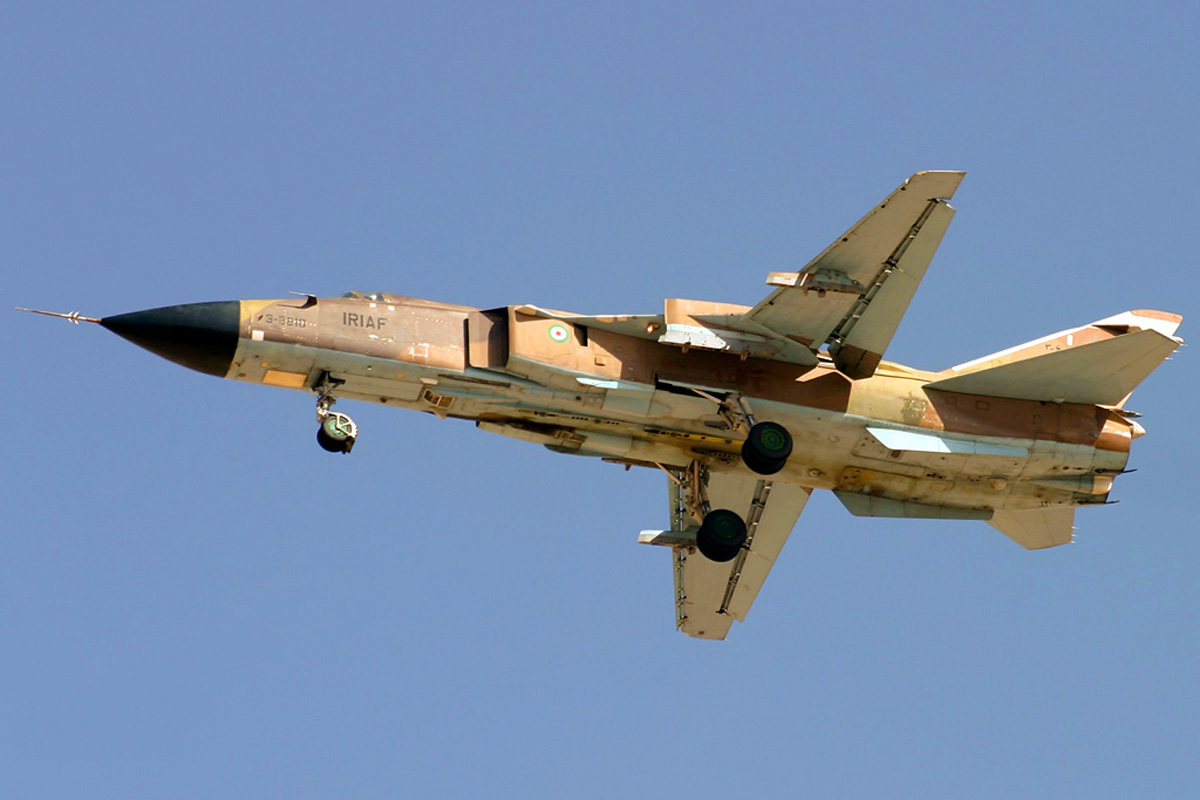
Un Su-24MK Fencer-D iranien (ex-irakien) au-dessus de l'aéroport international de Chiraz en 2009.

- Le 15 mars 2023, une porte-parole de la 93e brigade mécanisée affirme que les troupes ukrainiennes ont abattu un bombardier tactique russe Soukhoï Su-24 près de Bakhmout[12]. Un autre Su-24M aurait été abattu le 29 mars 2023 près de Bakhmout[13].
- Le 20 mars 2025, un Su-24M de la force aérienne soudanaise est détruit au sol sur la base aérienne de Wadi Sayyidna par un tir d'un drone des Forces de soutien rapide possiblement un FH-95 chinois[14].
- Le 21 mars 2025, l'armée israélienne bombarde la Tiyas Air Base (T-4) et la base aérienne voisine de Palmyre dans le centre de la Syrie. Des systèmes de défense antiaérienne et au moins un Soukhoï Su-24 sont détruits

## Pays utilisateurs

Utilisateurs actuels
Anciens utilisateurs

En 2015, selon une estimation, la flotte mondiale de Su-24 équivalait à 403 appareils en activité, soit 2,8 % de la flotte mondiale d'avions de combat.
- Russie (302)[15]
  - Aviation navale russe - En 2015, 22 Su-24M Fencer-D étaient en service au sein de la marine russe.
  - Armée de l'air russe - Hérités de la force aérienne soviétique dès 1991, les Fencer russes se retrouvent engagés lors de la première puis seconde guerre de Tchétchénie de 1994 à 2000. Un total de 4 appareils seront perdus lors de ces conflits. Utilisés une nouvelle fois en 2008 en Ossétie du Sud, la force aérienne russe semble posséder aujourd'hui 280 Fencer, dont des Su-24M, Su-24M2 et Su-24MR. Durant les prochaines années, ils devraient être remplacés par des Soukhoï Su-34.
- Angola (1)
  - Force aérienne nationale angolaise - L'Angola affirme avoir reçu 12 Su-24M en provenance de Biélorussie[réf. souhaitée], mais cela n'est pas confirmé. L'ONU aurait officiellement enregistré la livraison d'au moins 1 Su-24 à l'Angola[16].
- Algérie (37)[17]
  - Armée de l'air algérienne (Su-24M2)
- Kazakhstan (13)
  - Force de défense aérienne du Kazakhstan
- Iran (23)[15]
  - Force aérienne de la république islamique d'Iran - En janvier 1991, 24 Su-24MK Fencer-D irakiens sont transférés à l'Iran afin de trouver un refuge temporaire à la suite des attaques des grands aérodromes durant l'opération Tempête du désert. Ces avions irakiens ont été interprétés par les Iraniens comme un cadeau de leur ancien adversaire, et ont été saisis par l'armée iranienne.

- Soudan (12)[15]

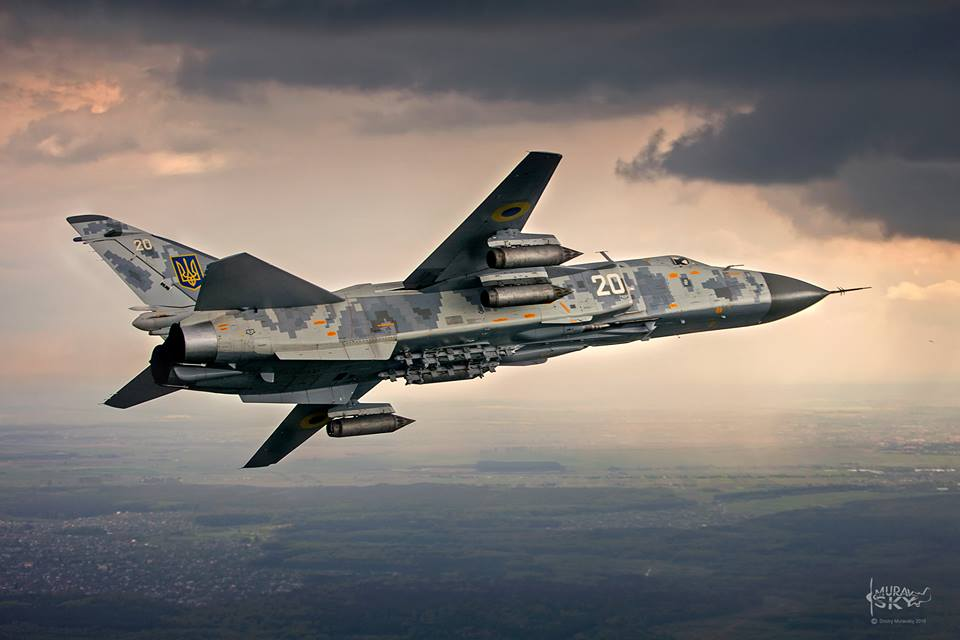
Su-24MR Fencer-E ukrainien.

  - Force aérienne soudanaise - En 2013, le Soudan achète 12 Fencer-D à la Biélorussie[18]. En 2015, seuls 3 Su-24MK ont été transférés au Soudan.
- Syrie (16)[15]
  - Armée de l'air syrienne - Un total de 22 appareils a été reçu par la Syrie dont 20 Su-24MK de provenance d'Union Soviétique, et 1 Su-24MK et 1 Su-24MR de Libye[19]. Tous les Su-24MK ont été améliorés à la norme SU-24M2, entre 2009 et 2013. Aujourd'hui[Quand ?], en pleine guerre civile, la Syrie possède encore 16 appareils en activité.
- Ukraine (12)[15]
  - Force aérienne ukrainienne - À la suite de la dissolution de l'Union soviétique, l'Ukraine aurait récupéré près de 250 appareils Su-24 Fencer-A, Su-24M Fencer-D et Su-24MR Fencer-E. En raison de la guerre qui affecte le pays depuis 2014, ainsi que d'un mauvais entretien des appareils, l'Ukraine ne possède, en 2015, plus que 11 Su-24M. C'est la base de lancement des missiles de croisière SCALP-EG.

### Anciens utilisateurs
- Union soviétique
  - Aviation navale soviétique
  - Force aérienne soviétique
- Azerbaïdjan
  - Force aérienne azerbaïdjanaise
- Biélorussie

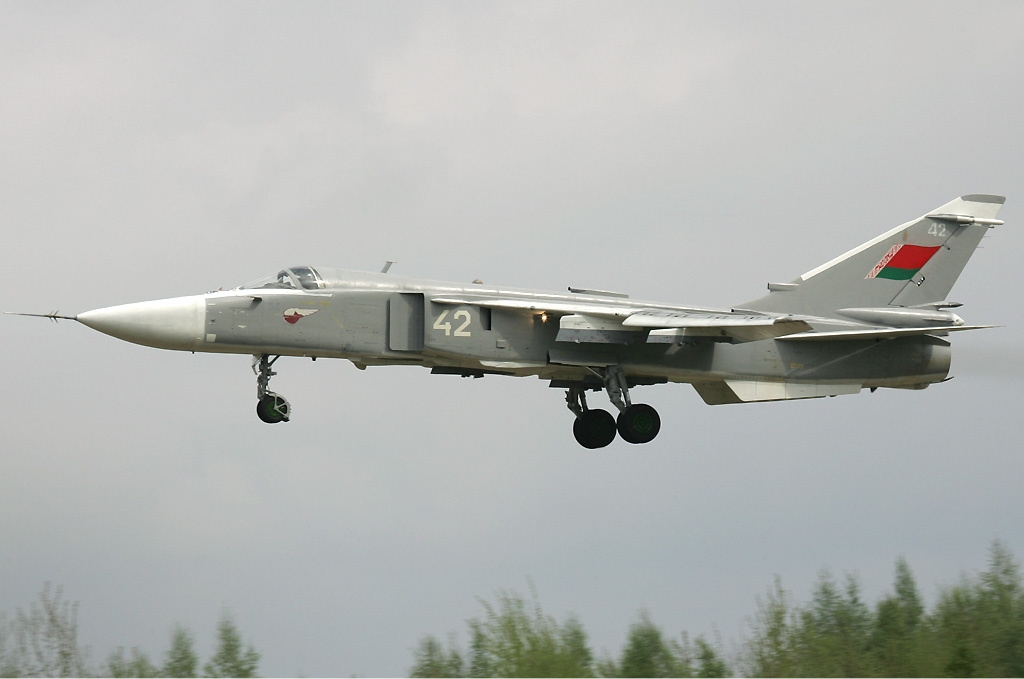
Un Su-24M biélorusse en 2010.

  - Force aérienne et de défense aérienne de la république de Biélorussie - 34 Fencer hérités de l'Union soviétique, dont 22 Su-24M et 12 Su-24MR, ont servi au sein de la composante aérienne militaire du Bélarus jusqu'en 2012[20]. En 2013, un contrat avec le Soudan prévoit le transfert de 12 appareils vers ce dernier[18].
- Irak
  - Force aérienne irakienne - 30 Su-24MK Fencer-D ont été livrés à l'Irak. En janvier 1991, au moment de l'opération Tempête du désert des forces de la coalition contre les troupes irakiennes, 24 ont été évacués en Iran et 5 détruits au sol. Tous ceux qui ont atterri en Iran ont été incorporés aux forces aériennes iraniennes, et un seul Fencer (surnommé Waheeda, « Solitude ») a survécu au conflit.

Retirés du service :
- Libye
  - Armée de l'air de la Jamahiriya arabe libyenne - La Libye a acheté 6 Su-24, dont deux furent transférés à la Syrie[19]. En février 2011, sur les quatre avions, seuls deux étaient opérationnels, un étant abattu en mars 2011, au début de la première guerre civile libyenne[21]. Les trois Su-24 restants ont probablement été détruits au sol le 20 mars 2011, sur la base aérienne de Ghardabiya, au cours de l'opération Odyssey Dawn[22].
- Ouzbékistan
  - Force aérienne et défense aérienne ouzbèke - Durant la guerre soviétique en Afghanistan, de nombreux Su-24 décollaient d'Ouzbékistan (alors république socialiste soviétique d'Ouzbékistan) pour soutenir les troupes au sol dans le pays voisin. À la dissolution de l'Union soviétique en 1991, la jeune force aérienne ouzbèke put donc récupérer un certain nombre de Fencer. Engagés de 1992 à 2001 au Tadjikistan et en Afghanistan, l'Ouzbékistan a perdu deux Su-24. Aujourd'hui, l'essentiel du parc est stocké dans des conditions variables.

### Aéronefs comparables
- General Dynamics F-111 Aardvark
- Panavia Tornado IDS
- Xian JH-7
- Soukhoï Su-34

### Ordre de désignation
Su-7 - Su-9/Su-11  - Su-15 - Su-17/Su-20/Su-22 - Su-24 - Su-25 - Su-27 et dérivés